# Segundo Ruiz Belvis
Segundo Ruiz Belvis (Hormigueros, 13 maggio 1829 – Valparaíso, 3 novembre 1867) è stato un politico portoricano.
Viene ricordato soprattutto per i suoi ideali rivoluzionari con i quali promosse, assieme a Ramón Emeterio Betances, la rivolta nota come il Grito de Lares, che ebbe luogo un anno dopo la sua morte, nel 1868.